# Studio 60
Studio 60 (ang. Studio 60 on the Sunset Strip) – amerykański serial przedstawiający kulisy pracy nad programem rozrywkowym. Twórcą serialu jest Aaron Sorkin.

## Opis
„Studio 60" to kolejny serial Sorkina odkrywający przed widzami kulisy powszechnie znanych instytucji – w „Sports Night” był to telewizyjny serwis wiadomości sportowych, w „Prezydenckim pokerze” praca w Białym Domu. Tym razem, pod lupę wziął fikcyjny program komediowy, nawiązujący do popularnego w Stanach Zjednoczonych „Saturday Night Live”. Trwające półtorej godziny show składa się z serii skeczy wykonywanych przez zatrudnionych aktorów oraz zaproszonego gościa ze świata muzyki, filmu czy polityki. Każdy odcinek dopełnia również występ muzycznej gwiazdy.
Serial ilustruje proces tworzenia materiału przedstawianego w cotygodniowym show. Głównym wrogiem scenarzystów jest czas, upływający do następnego wydania programu. Ich twórcze ambicje często zderzają się również z polityczną poprawnością społeczeństwa i oczekiwaniami władz stacji (głównie związanymi z satysfakcjonującymi wskaźnikami oglądalności). Widoczne są zależności, jakimi rządzi się show biznes; jak wykorzystany dowcip czy zdanie wypowiedziane w wywiadzie, może wpłynąć na wizerunek stacji i przysporzyć jej kłopotów. Niektórych, spontanicznych sytuacji nie udaje się bohaterom serialu przewidzieć, pozostałe poprzedzone są długimi rozważaniami nad możliwymi ich konsekwencjami czy odbiorem społecznym. Sorkin pokazuje telewizyjną produkcję jako wielką machinę, z dziesiątkami ludzi – zarówno tych znanych, jak i tych bezimiennych, nie mniej ważnych – jako jej trybikami.

## Postacie
Głównymi bohaterami „Studio 60...” są dwaj przyjaciele – Matthew Albie (Matthew Perry) i Danny Tripp (Bradley Whitford). Pierwszy z nich jest scenarzystą, drugi – producentem telewizyjnym i filmowym. Po kilkuletniej przerwie, w dość przypadkowych okolicznościach, powracają do pracy nad sztandarowym programem fikcyjnej stacji NBS. Zatrudnia ich świeżo upieczona szefowa stacji ds. programowych Jordan McDeere (Amanda Peet), wbrew sprzeciwowi jej przełożonego Jacka Rudolpha (Steven Weber), skonfliktowanego z duetem Matt-Danny.
Ekipie aktorskiej występującej w programie przewodzi tzw. „Wielka Trójka” – piękna, zdeklarowana baptystka i była dziewczyna Matta, Harriet Hayes (Sarah Paulson); dobroduszny i uczciwy Tom Jeter (Nate Corddry); zadziorny Simon Stiles (D. L. Hughley). Innymi ciekawymi postaciami są Alex Dwyer (Simon Helberg) perfekcyjnie naśladujący Toma Cruise’a, Bena Stillera i Nicolasa Cage’a oraz duet pomocniczych pisarzy Ricky Tahoe (Evan Handler) i Ron Oswald (Carlos Jacott), pracujących nad „Studio 60...” choć zepchniętych na boczny tor po powrocie do telewizji Matta i Danny’ego.

## Specyfika „Studio 60"
W serialu charakterystyczne są tzw. sceny „walk and talks” – znak firmowy Thomasa Schlamme, wypracowany w „Sports Night” i „Prezydenckim pokerze”. Są to długie ujęcia, ukazujące bohaterów rozmawiających i jednocześnie przemieszczających się po budynku stacji, garderobach aktorów czy wśród scenografii programu. Ten zabieg dokumentuje stałą aktywność członków ekipy, dyskutujących między sobą w ciągłym ruchu. Dyskutują głównie o programie, a dokładniej o tym, który skecz jest ich zdaniem lepszy, a z którego woleliby zrezygnować. Nierzadko w ich rozmowach pojawiają się również dylematy etyczne i religijne. Walczą na argumenty, drobne złośliwości oraz ironiczne odzywki. Ich wymiany zdań mają specyficzny rytm. Nie brak w nich sugestywnych pauz, wymownych spojrzeń i gestów aktorów, czasem także niespodziewanych zmian tematów. Z czasem, wątkiem powracającym w wielu rozmowach, a zarazem „problemem” ekipy staje się odradzające się uczucie Matta do Harriet.